# 伊藤助成
伊藤 助成（いとう じょせい、1929年（昭和4年）5月25日 - 2005年（平成17年）4月21日）は、日本の実業家。
日本生命保険の社長や会長、経済同友会副代表幹事、生命保険協会会長を務めた。また生命保険業界出身者としては初めて経団連副会長を務めた。日本人として8人目の「保険の殿堂」入り。

## 生涯
秋田県羽後町出身。羽後町立羽後中学校、秋田県立湯沢高等学校を経て、1953年（昭和28年）に一橋大学経済学部を卒業し、日本生命入社。大阪本社人事課配属。大学では中山伊知郎ゼミナールに所属。大学同期の渡辺滉（元三和銀行頭取）と親しい仲であった。のちに日本生命副会長や東京オペラシティ文化財団初代理事長を務めた小林玉夫は大学同期で同期入社。
日本生命では財務畑等を歩み、1981年（昭和56年）取締役、1984年（昭和59年）常務、1986年（昭和61年）常務首都圏営業本部長、1987年（昭和62年）専務、1988年（昭和63年）副社長。
1989年日本生命第7代社長、1997年（平成9年）同社会長、2005年（平成17年）同社取締役相談役。当初拡大路線をとり、銀行業、証券業への進出を試みるが、バブル崩壊による株価低迷などにより頓挫。不良資産の処理を業界でいちはやく行う。生命保険業界の業況悪化により、1995年（平成7年）には第一火災海上保険との協力関係を整理。
1995年（平成7年）に2度目の生命保険協会の会長に就任し、生命保険業界からも出資が多かった住宅金融専門会社の処理にあたる。経済同友会副代表幹事、経済団体連合会副会長、如水会理事長等も務めた。2004年ドイツ連邦共和国功労勲章大功労十字章受章。

## 人物
- 趣味は登山、スキー、ゴルフ、絵を描くこと[7]。
- 血液型はB型[8]。